# Heinz Kirchhoff
Heinz Kirchhoff (* 4. Juni 1905 in Wilhelmshaven; † 6. Januar 1997 in Göttingen) war ein deutscher Gynäkologe und Geburtshelfer.

## Leben
Nach dem Abitur studierte Heinz Kirchhoff Medizin an den Universitäten München, Tübingen und Hamburg. Seit 1924 war er Mitglied der Studentenverbindung Landsmannschaft Ghibellinia Tübingen.  1930 erhielt er in Hamburg seine Approbation und wurde im gleichen Jahr mit der Dissertation „Der Einfluß von Solbädern auf den Wasserhaushalt des Kindes“ promoviert. Danach arbeitete Kirchhoff zunächst zwei Jahre in der Radiologie des Städtischen Krankenhauses Bremen, bevor er in die Gynäkologie an der Christian-Albrechts-Universität zu Kiel wechselte. Hier war er von 1932 bis 1937 unter Robert Schröder tätig und habilitierte sich 1936 mit einer Arbeit zu „Einflüssen von Jahres- und Tageszeit, Wetter, Klima und Belichtung auf die weiblichen Genitalfunktionen“. 1934 heiratete Kirchhoff seine Frau Ilse, geb. Dormann. In der Zeit des Nationalsozialismus wurde Kirchhoff Mitglied der SA und dort Obertruppführer. 1937 folgte er Schröder an die Universität Leipzig, wo er bis 1939 tätig war. 1937 wurde er in Leipzig zum Privatdozenten ernannt. Nach zwei Jahren Dienst als Militärarzt und Ernennung zum außerordentlichen Professor 1942 an der Universität Leipzig übernahm er 1944 die Städtische Frauenklinik Lübeck, die er als Chefarzt bis 1954 leitete. In diesem Jahr nahm er einen Ruf als Nachfolger von Heinrich Martius und Ordinarius an der Georg-August-Universität Göttingen. Hier leitete er die Universitätsfrauenklinik bis zu seiner Emeritierung 1973. Zu seinem Nachfolger wurde Walther Kuhn berufen.
Unter dem Ordinariat von Heinz Kirchhoff wurde der traditionelle Schwerpunkt der gynäkologischen Strahlentherapie in der Klinik durch die Schaffung einer eigenständigen Abteilung weiter ausgebaut und mündete 1974 in der erstmaligen Einrichtung eines Lehrstuhls für Gynäkologische Radiologie an der Universität Göttingen. Unter Kirchhoffs Leitung wurde auch eine eigene Abteilung für gynäkologische Endokrinologie etabliert.
Die Deutsche Akademie der Naturforscher Leopoldina ernannte Heinz Kirchhoff 1964 zu ihrem Mitglied. 1950, 1956, 1961, 1967 und 1971 war er Vorsitzender der Nordwestdeutschen Gesellschaft für Gynäkologie, die 1967 auf seinen Antrag hin den Staude-Pfannenstiel-Preis schuf und sich im Mai 1981 auf Vorschlag von Kirchhoff in Nordwestdeutsche Gesellschaft für Gynäkologie und Geburtshilfe umbenannte. Von 1966 bis 1968 war Kirchhoff Präsident der Deutschen Gesellschaft für Gynäkologie und organisierte deren Kongress 1968 in Travemünde. Beide Fachgesellschaften ernannten ihn später zum Ehrenmitglied. Kirchhoff war Mitbegründer des Berufsverbandes der Frauenärzte, von welchem er ebenfalls zum Ehrenmitglied ernannt wurde.
Nach seinem Ausscheiden aus dem Universitätsdienst widmete sich Kirchhoff seiner Sammelleidenschaft. Es entstanden die verschiedensten Sammlungen, wie Briefmarken-, Kakteen- und eine Studioglas-Sammlung, die heute im Städtischen Museum Göttingen zu sehen ist. Die bedeutendste Sammlung ist eine 600 Objekte umfassende Sammlung Symbole des Weiblichen zum Thema Muttergottheiten und Fruchtbarkeitssymbole. Knapp 200 Exponate waren von 1997 bis 2016 als Dauerausstellung im Universitätsklinikum Göttingen untergebracht.
1977 wurde Heinz Kirchhoff mit der Albrecht-von-Haller-Medaille der Universität Göttingen, 1981 mit der Paracelsus-Medaille geehrt. Er verstarb 1997 im Alter von 91 Jahren in Göttingen.
Zu seinen bekanntesten Schülern zählen Heinrich Schmidt-Matthiesen, Günter Oehlert und sein Neffe Henning Kühnle.

## Schriften (Auswahl)
- 1930: Der Einfluß von Solbädern auf den Wasserhaushalt des Kindes. Dissertation, Universität Hamburg 1930, DNB 57076677X.
- 1936: Der Einfluß von Jahres- und Tageszeit, Wetter, Klima und Belichtung auf die weiblichen Genitalfunktionen. Habilitationsschrift, Christian-Albrechts-Universität zu Kiel 1936, DNB 570766761.
- 1949: Das lange Becken: Geburtshilfliche Studie über das Assimilationsbecken. Thieme Verlag, Stuttgart 1949.
- 1960: mit Walter Stoeckel (Hrsg.): Gynäkologen deutscher Sprache: Biographie u. Bibliographie. Thieme Verlag, Stuttgart 1960.
- 1963: Geleitwort zu Theo Löbsack: Nur noch Wunschkinder? Geburtenkontrolle: Gebot der Vernunft. Econ-Verlag, 1963, DNB 453154328.
- 1965: Bevölkerungspolitik und Geburtenregelung. Vandenhoeck & Ruprecht, Göttingen 1965.[2]
- 1966: mit Heinz Kräubig: Toxoplasmose: Praktische Fragen und Ergebnisse. Thieme Verlag, Stuttgart 1966.

## Nachweise
1. ↑  Landsmannschaft Ghibellinia Tübingen (Hrsg.): Jubiläumsausgabe der Mitteilungen aus der Ghibellinia zum 120. Stiftungsfest, Stuttgart 1965, Seite 44.
2. ↑  Kirchhoff 1965 (Geburtenregelung) – Lesen bei Digitale-Sammlungen.de

| Personendaten    | Personendaten                          |
| ---------------- | -------------------------------------- |
| NAME             | Kirchhoff, Heinz                       |
| KURZBESCHREIBUNG | deutscher Gynäkologe und Geburtshelfer |
| GEBURTSDATUM     | 4. Juni 1905                           |
| GEBURTSORT       | Wilhelmshaven                          |
| STERBEDATUM      | 6. Januar 1997                         |
| STERBEORT        | Göttingen                              |